# Requiem (песня London Boys)
Requiem  (с англ. — «Реквием») — десятый сингл немецкого поп-дуэта London Boys, выпущенный в 1988 году под лейблами WEA, TELDEC, Ultraphone. Пятый сингл с дебютного альбома группы The Twelve Commandments of Dance. «Requiem» является самой популярной композицией London Boys.
Композиция получила серебряную сертификацию в Великобритании.
Клип на песню набрал более 8 миллионов просмотров на YouTube.

## Отзывы, критика
По словам Джеймса Мастертона, "Requiem" - это "квинтэссенция европейского хита Bubblegum, дополненная подпрыгивающей басовой линией, наполовину перечитанным куплетом и неизбежным многодорожечным припевом". 
В обзоре родительского альбома 2015 года сайт Pop Rescue назвал "Requiem" "замечательной танцевальной, поднимающей настроение песней", с "запоминающимися" куплетами, состоящими из "пульсирующего синтезаторного баса", повторяющегося предложения "Never gonna get enough" и произносимых слов, характерных для альбома. вспоминаю Pet Shop Boys.

## Позиции в чартах
| Страна         | Позиция |
| -------------- | ------- |
| Австралия      | 149     |
| Австрия        | 11      |
| Бельгия        | 36      |
| Европа         | 12      |
| Финляндия      | 19      |
| Ирландия       | 8       |
| Великобритания | 4       |
| Германия       | 5       |